# 菅野博之 (裁判官)
菅野 博之（かんの ひろゆき、1952年7月3日 - ）は、日本の裁判官。水戸地方裁判所所長、東京高等裁判所部総括判事、大阪高等裁判所長官を経て、2016年9月5日から2022年7月2日まで最高裁判所判事。勲等は旭日大綬章。

## 経歴
- 北海道上川郡東川町出身。北海道札幌南高等学校卒業
- 1978年、東北大学法学部卒業、司法修習生[1]
- 1980年4月8日、東京地方裁判所判事補
- 1983年9月1日、最高裁判所事務総局行政局付
- 1985年8月1日、東京地方裁判所判事補
- 同10月1日、釧路地方裁判所・家庭裁判所判事補、釧路簡易裁判所判事
- 1988年4月1日、東京地方裁判所判事補、東京簡易裁判所判事
- 1990年4月8日、東京地方裁判所判事
- 1991年4月1日、札幌地方裁判所・家庭裁判所判事、札幌簡易裁判所判事
  - 1992年、即決裁判制度研究のため半年間イギリスに派遣。
- 1995年4月1日、最高裁判所調査官
- 2000年4月1日、東京高等裁判所判事
- 2002年7月1日、東京地方裁判所部総括判事
- 2012年3月12日、水戸地方裁判所所長
- 2014年4月1日、東京高等裁判所部総括判事
- 2015年2月17日、大阪高等裁判所長官
- 2016年9月5日、最高裁判所判事
- 2017年10月22日、最高裁判所裁判官国民審査において、罷免を可とする票4,394,903票、罷免を可とする率8.02%で信任[2]。
- 2022年7月2日、最高裁判所判事退任
- 2024年、旭日大綬章受章[3][4]。